# William Lancaster
William Lancaster (Bill Lancaster) (1898, Birmingham — 20 de Abril de 1933, Deserto do Saara) foi um pioneiro da aviação do século XX. Sua morte foi cercada de mistérios, sendo apenas desvendada após 29 anos de seu desaparecimento. Quando seus restos mortais, juntamente com o seu avião, foram encontrados. Após uma tentativa de quebrar um recorde. Fazer a rota Inglaterra até a África do Sul em menor tempo, cruzando o deserto do Saara. 
Os destroços foram descobertos pela patrulha motorizada do exército francês em 12 de fevereiro de 1962.

## Julgamento por assassinato
Em 1932 um jovem escritor estadosunidense, Haden Clark se ofereceu para ajudar a escrever a biografia da pilota Jessie 'Chubbie" Miller, com quem Lancaster mantinha uma relação extra-conjugal desde que os dois fizeram o vôo da Austrália até a Inglaterra em 1927, Miller se tornando a primeira mulher a realizar a façanha. Enquanto Lancaster tentava procurar emprego no México.
Miller tinha se divorciado para ficar com o piloto, porém, Bill ainda não fizera o mesmo. Com a constante convivência com Clark e cansada de esperar pelo piloto, Miller se apaixonou pelo escritor e aceitou seu pedido de casamento. Quando Lancaster retornou aos Estos Unidos, onde Miller morava, pareceu decepcionado com a notícia. Porem, decidiu apoiar o casal. Após uma noite bebendo juntos Miller foi se deitar enquanto os dois homens conversavam, mas foi acordado por Lancaster afoito, dizendo que Clark tinha cometido suicídio.
Para a sociedade, ficou claro que Lancaster havia matado Clark. Mas muitos consideravam que Clark havia merecido seu destino, já que o consideravam um "charlatão". Lancaster confessou ter forjado as notas de suicídio e a arma utilizada para o disparo que acertou o crânio de Clark era do piloto. Mesmo assim, o veredito inocentou Lancaster, com Miller testemunhando ao seu favor. Os jornais cunharam o julgamento como "o mais sensacional da história da Flórida". Após a absolvição, a dupla migrou para a Inglaterra.

## Vôo Fatídico
No início da década de 30, o aviador William Lancaster (Bill) caiu no deserto do Saara ao tentar bater o recorde de tempo de voo da Inglaterra para a Cidade do Cabo. Acontece, no entanto, que depois de deixar a Inglaterra, ele enfrentou ventos complicados de lidar e teve que pousar em Barcelona. Em seguida, para ganhar tempo, ele acabou voando durante a noite e se perdeu várias vezes ao longo do Norte de África.

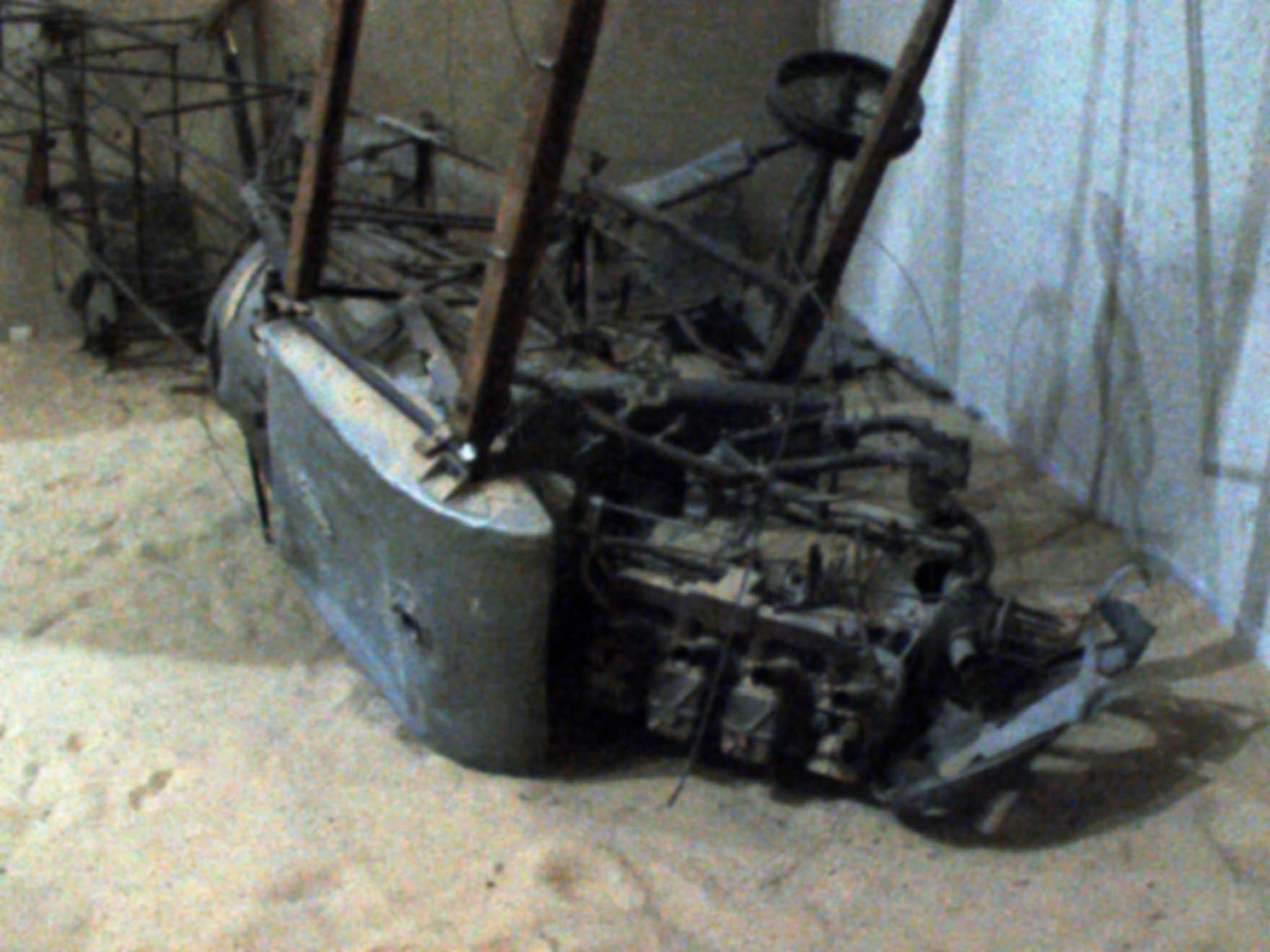
Destroços do avião no "Queensland Museum", em Queensland, Austrália

A situação do piloto era ainda pior porque ele não tinha luz no cockpit, o que o forçava usar sua lanterna de mão de minuto em minutos para checar sua bússola. Além disso, ele já estava há 30 horas sem dormir. Assim, quando parou para reabastecer na cidade argelina de Reggan, as autoridades tentaram impedi-lo de sair novamente, mas ele insistiu em continuar voando.
O que Bill não sabia era que, a esse ponto, ele já estava com dez horas de atraso no recorde e já não tinha mais chances a façanha. Dessa forma ele enfrentou todos os limites de seu corpo, até que pousou no Saara.
Somente 30 anos depois desse episódio, em 1962, uma patrulha francesa encontrou o avião destruído. Com ele estava um cartão de combustível em que Bill havia escrito a sua mensagem final: “Então, o início do oitavo dia raiou. Ainda está frio. Eu não tenho água… Estou esperando pacientemente. Venham logo, por favor. A febre me sacudiu ontem à noite. Espero que vocês entendam o meu diário de bordo completo. Bill”.